# Le Mirage du bonheur
Pour plus de détails, voir Fiche technique et Distribution.
Le Mirage du bonheur (Where the Pavement Ends) est un film muet américain réalisé par Rex Ingram et Alice Terry, sorti en 1923.

## Fiche technique
- Titre alternatif : Les Cataractes de la mort
- Titre original : Where the Pavement Ends
- Réalisateur : Rex Ingram et Alice Terry
- Scénario : Rex Ingram, d'après une œuvre de John Russell
- Photographie : John F. Seitz
- Genre : drame
- Dates de sortie :
  - États-Unis : 19 mars 1923
  - France : 24 juillet 1925 (Lille)[1]

## Distribution
- Edward Connelly
- Alice Terry
- Ramón Novarro
- Harry T. Morey